# Chamaepetes
Chamaepetes – rodzaj ptaków z rodziny czubaczy (Cracidae).

## Zasięg występowania
Rodzaj obejmuje gatunki występujące w Ameryce Centralnej i Południowej.

## Morfologia
Długość ciała 50–69 cm; masa ciała 550–1135 g.

## Systematyka

### Etymologia
Chamaepetes (Chamapetes): gr. χαμαιπετης khamaipetēs „spadać na ziemię”, od χαμαι khamai „na ziemi”; πιπτω piptō „upaść, spadać”.

### Podział systematyczny
Do rodzaju należą następujące gatunki:
- Chamaepetes unicolor Salvin, 1867 – grdacz czarny
- Chamaepetes goudotii (Lesson, 1828) – grdacz płomienny